# Mikałaj Asipowicz
Mikałaj Asipowicz (biał. Мікалай Асіповіч, ros. Николай Осипович Nikołaj Osipowicz; ur. 29 maja 1986 w Mołodecznie) – białoruski piłkarz, grający na pozycji obrońcy, reprezentant Białorusi.